# Tim Hortons
Tim Hortons Inc. – kanadyjska sieć barów szybkiej obsługi, wyspecjalizowanych w kawie i ciastkach.
Nazwa sieci pochodzi od nazwiska założyciela, hokeisty Tima Hortona.

## Historia

### Kawiarnia w Hamilton
Tim Horton rozpoczął hokejową karierę w wieku 17 lat. Grał na pozycji obrońcy w NHL, nie tylko w Toronto Maple Leafs, również w kilku drużynach amerykańskich. 17 maja 1964 roku otworzył w Hamilton kawiarnię, podjął także współpracę z byłym policjantem, Ronem Joyce’em.
Przedsiębiorstwo prowadzono w systemie franczyzy. Właściciel nazwy, loga i sieci nakłada obowiązek prowadzenia działalności zgodnie z jego koncepcją, za co zresztą bierze pieniądze. Dwa przedsiębiorstwa związane kontraktem są odrębne, niezależne prawnie i finansowo, ale bardzo ściśle i ciągle współpracują. Horton zawarł z Joyce’em (który już miał doświadczenie z lodziarnią sieci Dairy Queen) umowę spisaną na jednej kartce. W klauzuli dotyczącej wynajmu lokalu Horton żądał opłaty czynszowej z góry, ale Joyce dopisał: Chyba sobie żartujesz!. Z początku, po dwóch latach działalności, sieć składała się z 4 punktów, a po dziesięciu latach – 30.

### Śmierć Hortona
Wczesnym rankiem 21 lutego 1974 roku, luksusowy wóz sportowy De Tomaso Pantera, na trasie z Buffalo do Toronto wprowadzony za szybko w łuk autostrady QEW w St. Catharines przekoziołkował i wyrzucił z siebie nie przypięte pasami ciało kierowcy, który zginął na miejscu. Dopiero w 2005 opublikowano raport z sekcji zwłok, która wykazała, że w chwili śmierci Hortona, poziom alkoholu we krwi przekraczał podwójnie dopuszczalny poziom. Ponadto ścigający go od pewnego czasu policjant zeznał, że Horton uciekał z prędkością ponad 160 km/godz.
Po śmierci wspólnika, Joyce został wyłącznym właścicielem sieci Tim Hortons.

### Era Joyce’a
W 1991 pod szyldem Tim Hortons działało już 500 barów, w połowie 2010 – ponad 3650, a firma przynosiła 22.6% obrotów całego przemysłu szybkiego żywienia w Kanadzie. Tim Hortons zdominował również 76% rynku jeśli chodzi o spożycie wypieków oraz 62% rynku kawy – amerykański Starbucks na II miejscu miał zaledwie 7% rynku.
Firma prowadziła ekspansję w Stanach Zjednoczonych, gdzie istnieje ponad 600 lokali w 12 stanach. W lipcu 2009 pierwsze 11 punktów otwarto w Nowym Jorku. Po jednym lokalu otwarto też w Dublinie oraz w Kandaharze w Afganistanie (z myślą o żołnierzach).

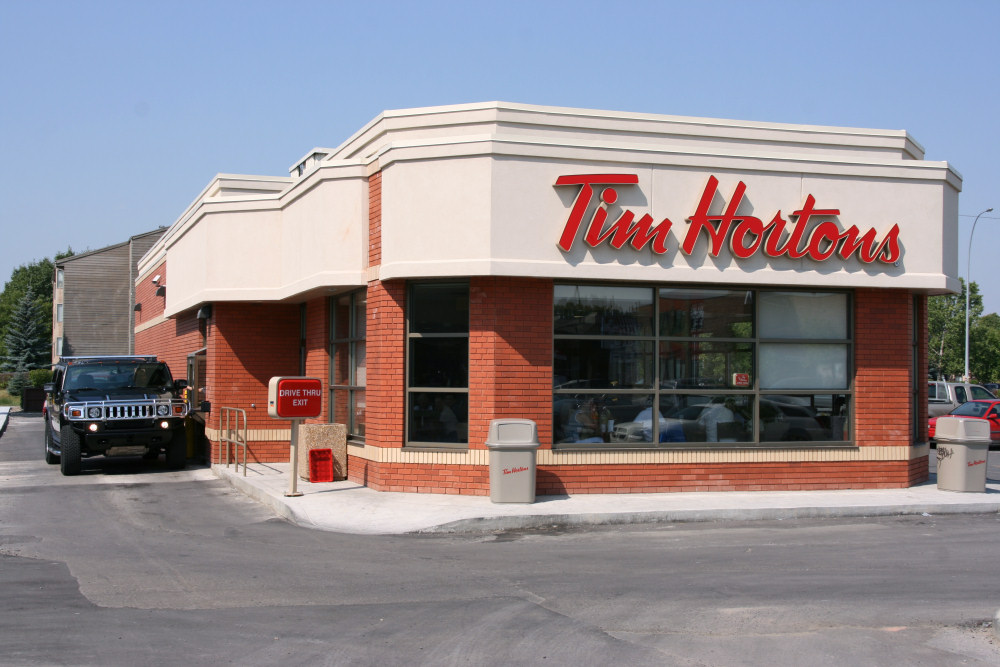
Punkt Tim Hortons w Calgary (Alberta)

Dokonano fuzji z amerykańskim gigantem hamburgerowym Wendy’s, który miał podobny staż na rynku i podobną strukturę zarządzania. Obecnie są to nadal różne nazwy, ale wspólni właściciele. Po przejściu na emeryturę Joyce powołał do życia Tim Horton Children’s Foundation, która co roku wysyła tysiące dzieci z najuboższych rodzin na bezpłatne obozy w przepięknych okolicach pięciu różnych prowincji. W czerwcu 2007 Joyce przeznaczył 10 mln na budowę nowego stadionu przy McMaster University w Hamilton.

## Jadłospis

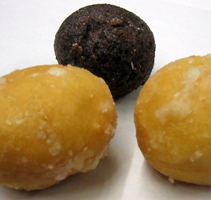
Kuleczki Timbits

Tim Hortons to sprzedaje przede wszystkim kawę gorącą czekoladę i doughnuts/donuts, czyli różne odmiany pulchnych ciastek drożdżowych, smażonych w głębokim tłuszczu. Wśród charakterystycznych tu wypieków znajdują się:
- kuleczki timbits – wymyślone jeszcze w 1976 roku, przy czym sieć dopuszcza ich liczne modyfikacje w poszczególnych punktach, o smaku np. czekoladowym, jabłkowym, miodowym, i nadziane galaretką. Są one smażone na rafinowanych olejach roślinnych;

- ciasteczka muffiny – okrągłe ciastko w kształcie babeczki z różnymi dodatkami, przeważnie słodkimi (np. z rodzynkami, czekoladą, bakaliami, owocami) w papierowej foremce;

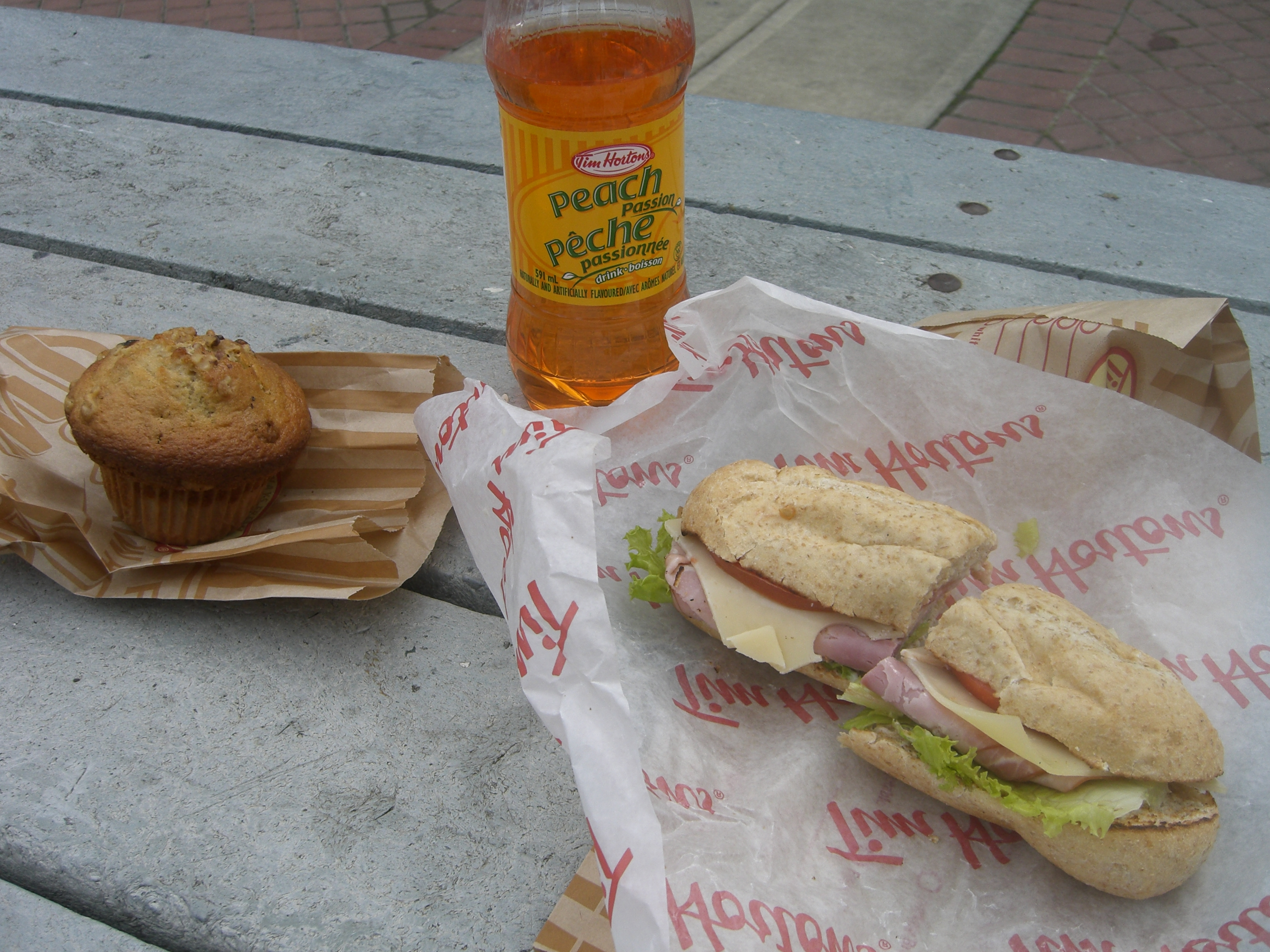
Typowy szybki lunch: muffin i kanapka z szynką i serem

- rogaliki – pieczywo z ciasta francuskiego, zazwyczaj z nadzieniem czekoladowym;

- ciastka duńskie – specjalność kulinarna Duńczyków, ciastka o różnych kształtach, nadziewane masą migdałową czy marcepanową, kremem maślanym lub czekoladowym, konfiturami, rodzynkami czy kandyzowanymi owocami;

- rozmaite inne wyroby, jak ciasteczka kruche, biszkopty i bagels, czyli okrągłe bajgielki z podgotowanego ciasta, które wsadza się następnie do pieca. Mogą być zwykłe, obsypane makiem czy kminkiem, cebulowe, cynamonowe lub z rodzynkami, a także z białym tłustym serem i wędzonym łososiem.

W połowie lat 90. Tim Hortons rozszerzył swój jadłospis o proste posiłki oparte na sporym wyborze zup, meksykańskiego chili (pikantne danie z siekanym mięsem, papryką chili, cebulą i czerwoną fasolą) oraz kanapek z długich bagietek. Wśród napojów pojawiły się wówczas wielosmakowe cappuccino i mrożone cappuccino. W 2006 wszystkie punkty Tim Hortons wprowadziły także biszkoptowe bułeczki z jajkiem, żółtym serem i boczkiem lub parówką, podobne do Egg McMuffins z sieci McDonald’s. Od 2007 w menu znalazła się także kanapka śniadaniowa z pomidorem i sałatą (pod nazwą bajgielki BELT) oraz Chicken Fajita Wrap – pikantny zawijaniec z mięsem z kurczaka i z warzywami na wzór meksykański.

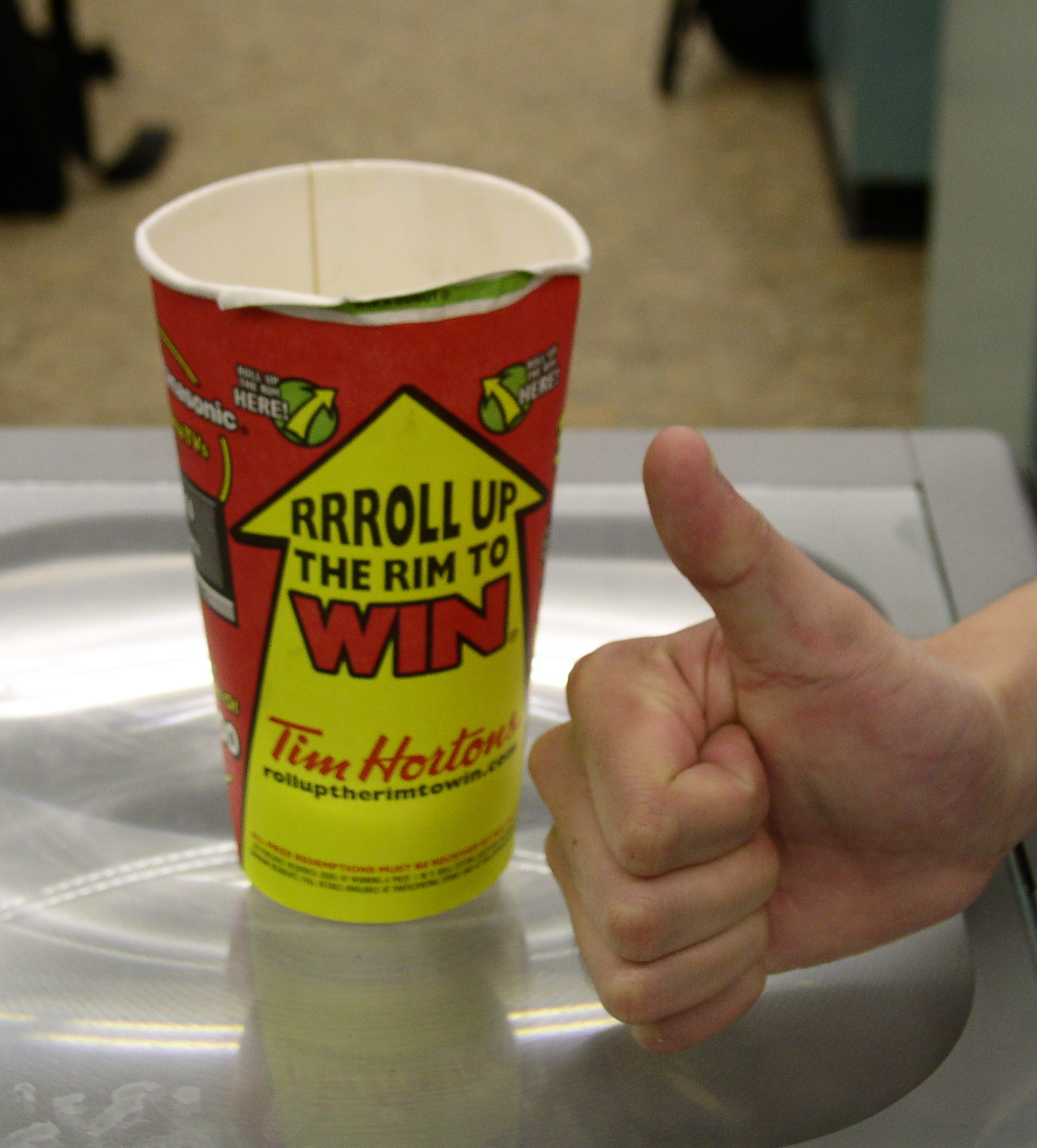
Papierowy kubek do kawy, a zarazem los w wielkiej loterii

## Samochód za kubek
Najpopularniejsza kampania promocyjna Tim Hortons trwa od marca do maja każdego roku pod hasłem: Roll Up the Rim to Win (Odwiń żeby wygrać). Polega na odwinięciu papierowej obręczy na brzegu kubka po wypiciu kawy, gdyż każdy kubek jest losem na loterii, w której firma rozprowadza 20 mln nagród: od kubka darmowej kawy po telewizory, a nawet samochody – w 2006 wylosowano ich 26.
W marcu 2006 szczęśliwy kubek z toyotą RAV4 (wartości 32 tys. dol.) znaleziony został w koszu na śmieci przez dwie uczennice szkoły podstawowej w Saint-Jérôme w Quebeku. Młodsza z nich odkryła kubek, ale nie miała tyle siły aby odwinąć obręcz, więc poprosiła starszą o pomoc. Kiedy wyszło na jaw, że kubek ma wartość toyoty, rodzina starszej dziewczynki poczęła rościć prawo do nagrody, zatrudniono prawników. Tim Hortons początkowo nie zabierał zdania w żarliwej dyspucie, ale wkrótce historia skomplikowała się jeszcze bardziej, kiedy inny quebecki prawnik zażądał testu DNA na kubku, aby udowodnić, że prawo do samochodu ma jego klient, który kawę wypił, a kubek wyrzucił. Wówczas firma postanowiła ingerować i nagrodę przyznano rodzicom tej dziewczynki, która jako pierwsza wygrzebała kubek ze śmieci.